# Casa Bosch i Alsina
La Casa Bosch i Alsina és un edifici situat al xamfrà de la Plaça de Catalunya i la Ronda de la Universitat, inclòs a l'Inventari del Patrimoni Arquitectònic de Catalunya.

## Història
Fou projectat el 1891 pel mestre d'obres Pere Bassegoda i Mateu (1817-1908) per a Ròmul Bosch i Alsina, metge i fabricant tèxtil que va presidir molts anys el port de Barcelona, i també fou alcalde de la ciutat. El 1919, hi va fer instal·lar un ascensor de fusta de caoba, que encara funciona.
El 1982, l'immoble va ser rehabilitat per la Caixa de Pensions.

## Descripció
Consta de planta baixa i quatre pisos, amb un terrat del que sobresurt un àtic enretirat de la façana. L'accés principal, flanquejat per dos locals comercials, es troba en el punt de gir de la façana. Aquesta única entrada des del carrer dona pas a una zona de vestíbul que conté l'escala comunitària d'accés als immobles superiors.
L'aresta de trobada de les dues façanes es resol amb un mòdul de gir que conté una línia vertical d'obertures. Aquesta s'inicia en planta baixa amb l'accés principal i s'acaba en el remat de l'edifici amb un gran medalló flanquejat per dos pinacles d'estil neogòtic.
La façana a la Ronda de la Universitat té una composició d'obertures força regular en quatre eixos verticals. Aquests eixos s'inicien a la planta baixa amb portals de llinda conopial i estan rematats a dalt de tot per pinacles. La primera planta disposa d'un balcó corregut de barana metàl·lica. Els altres pisos disposen d'uns balcons individuals de poca volada amb l'excepció de dos balcons correguts que aparellen les dues balconeres centrals. En aquesta façana, els emmarcaments són rectes amb motllurat i decoracions goticitzants.
L'altra façana manté la composició en eixos verticals però són més variades, ja que introdueixen de forma aleatòria diferents variants del repertori gòtic: finestres coronelles, d'arc conopial i polilobulades, geminades o amb motllura recta. El parament té un revestiment que dibuixa carreus texturats que contrasten amb els carreus llisos de la planta baixa. El perímetre de coronament està molt ornat amb arcuacions volades sobre mènsules de pedra que integren uns forats circulars de ventilació del terrat.
Artísticament cal destacar l'acurada execució dels detalls esculpits en pedra com els escuts i les arquivoltes que emmarquen el portal d'entrada o els múltiples bustos presents en la façana. És remarcable la tribuna del xamfrà, al nivell del pis principal, d'estructura metàl·lica, tancament de vidre i llosana de pedra. Disposa de mènsules de ferro forjat amb finals de cap de dragó de ferro colat. Aquestes fan de reforç estructural a d'altres de pedra, seguint influències de Viollet-le-Duc.
L'interior del vestíbul conserva els elements originals, com la porta de fusta, les reixes i els revestiments amb sanefes de formes geomètriques amb motius florals, obra de Josep i Joan Closa. L'escala comunitària s'integra amb el cel obert formant un espai vertical que magnifica les dimensions interiors.